# صفصاف هش
الصفصاف الهش (باللاتينية: Salix fragilis) نوع نباتي من جنس الصفصاف من الفصيلة الصفصافية (باللاتينية: Salicaceae).

## البيئة والانتشار
موطنه الأصلي أوروبا وجنوب غرب تركيا. انتشر أيضًا في الولايات المتحدة الأمريكية.

## الوصف النباتي
شجيرة نفضية ارتفاعها من 10-20 م وقطر جذعها إلى متر. أوراقها تشبه أوراق الخوخ واللوز، ومن هنا أتى الاسم.